# Zoogonoides viviparus
Zoogonoides viviparus är en plattmaskart. Zoogonoides viviparus ingår i släktet Zoogonoides och familjen Zoogonidae. Inga underarter finns listade i Catalogue of Life.